# Max Sandlin
Pour les articles homonymes, voir Sandlin.
Max Allen Sandlin Jr. est un homme politique américain né le 29 septembre 1952 à Texarkana (Arkansas). Membre du Parti démocrate, il représente le Texas à la Chambre des représentants des États-Unis de 1997 à 2005.

## Biographie
Diplômé en droit de l'université Baylor à Waco, Max Sandlin est avocat puis juge dans le comté texan de Harrison de 1986 à 1996.
Lors des élections de 1996, Sandlin se présente à la Chambre des représentants des États-Unis dans le 1er district du Texas. Dans le nord-est de l'État, il entend succéder au démocrate Jim Chapman (en), candidat au Sénat,. Il remporte le deuxième tour de la primaire démocrate face à la conservatrice Jo Ann Howard avec 55,8 % des voix. Dans cette circonscription historiquement démocrate, les républicains pensent pouvoir profiter du départ de Chapman pour conquérir le siège. Sandlin est cependant élu représentant face au républicain Ed Merritt (51,6 % contre 46,8 %).
À la Chambre, Sandlin est membre de la Blue Dog Coalition et devient whip adjoint du groupe démocrate. De 1998 à 2002, il est réélu avec des scores compris entre 55 et 60 % des suffrages dans un district de plus en plus favorable aux républicains.
Les circonscriptions du Texas sont redécoupées avant les élections de 2004. Le 1er district ne conserve que 40 % de son ancien territoire et devient solidement républicain. Si Sandlin met en avant ses positions conservatrices sur les questions de société, son adversaire républicain Louie Gohmert l'attaque pour ses liens avec le Parti démocrate et son soutien à John Kerry à la présidentielle. Il est largement battu, ne rassemblant que 38 % des voix contre 61 % pour Gohmert.
Après sa défaite, il devient lobbyiste.